# 綱島站
35°32′13.20″N 139°38′06.00″E / 35.5370000°N 139.6350000°E
綱島站（日语：／ Tsunashima eki */?）是一個位於神奈川縣橫濱市港北區綱島西一丁目，屬於東急電鐵東橫線的鐵路車站。車站編號是TY14。雖然本站與同屬東急電鐵的新綱島站非常接近，但票務上兩站並不提供免費站外換乘。

## 歷史
- 1926年（大正15年）2月14日 - 此站啟用，當時稱為綱島溫泉站，月台配置為側式月台[2]
- 1933年（昭和8年）7月 - 車站月台配置改為島式月台。
- 1944年（昭和19年）10月20日 - 車站改稱綱島站[2]。
- 1950年（昭和25年）左右 - 增設剪票口[2]。
- 1963年（昭和38年）12月12日 - 車站高架化[2]。
- 2001年（平成13年） - 站房改良（新設北口剪票口、正面口新設人工透明驗票口、月台增設電扶梯與電梯）[3]。
- 2009年（平成21年）10月31日 - 北口的東急巴士綱島導覽所結束營業[4]。
- 2012年（平成24年） - 為配合東橫線與副都心線直通運轉，月台延伸工程於該年完成。
- 2023年（令和4年）3月「東急新橫濱線、相鐵·東急直通線」新綱島站預定啟用。

## 車站結構
本站為側式月台2面2線高架車站。剪票口分為西口、東口方向的有人剪票口與連接巴士總站的北口無人剪票口。
高架化以前本站為島式月台1面2線構造，長度可對應18m級車輛5輛編組。但在車輛增長為6輛編組後，列車停車時最後一節車廂將停到南側子母口綱島線平交道，引起交通堵塞。
2009年（平成21年）10月起，本站開始進行月台、屋頂延伸工程，以因應2013年（平成25年）3月16日開始的東京地下鐵副都心線直通運轉與急行10輛編組成化。

### 月台配置
| 月台 | 路線   | 方向 | 目的地                                                   |
| ---- | ------ | ---- | -------------------------------------------------------- |
| 1    | 東橫線 | 下行 | 菊名、橫濱、 港未來21線 元町·中華街方向                  |
| 2    | 東橫線 | 上行 | 澀谷、 副都心線 池袋、 池袋線 所澤、 東上本線 川越市方向 |

（來源：東急電鐵:車站構內圖 （页面存档备份，存于））

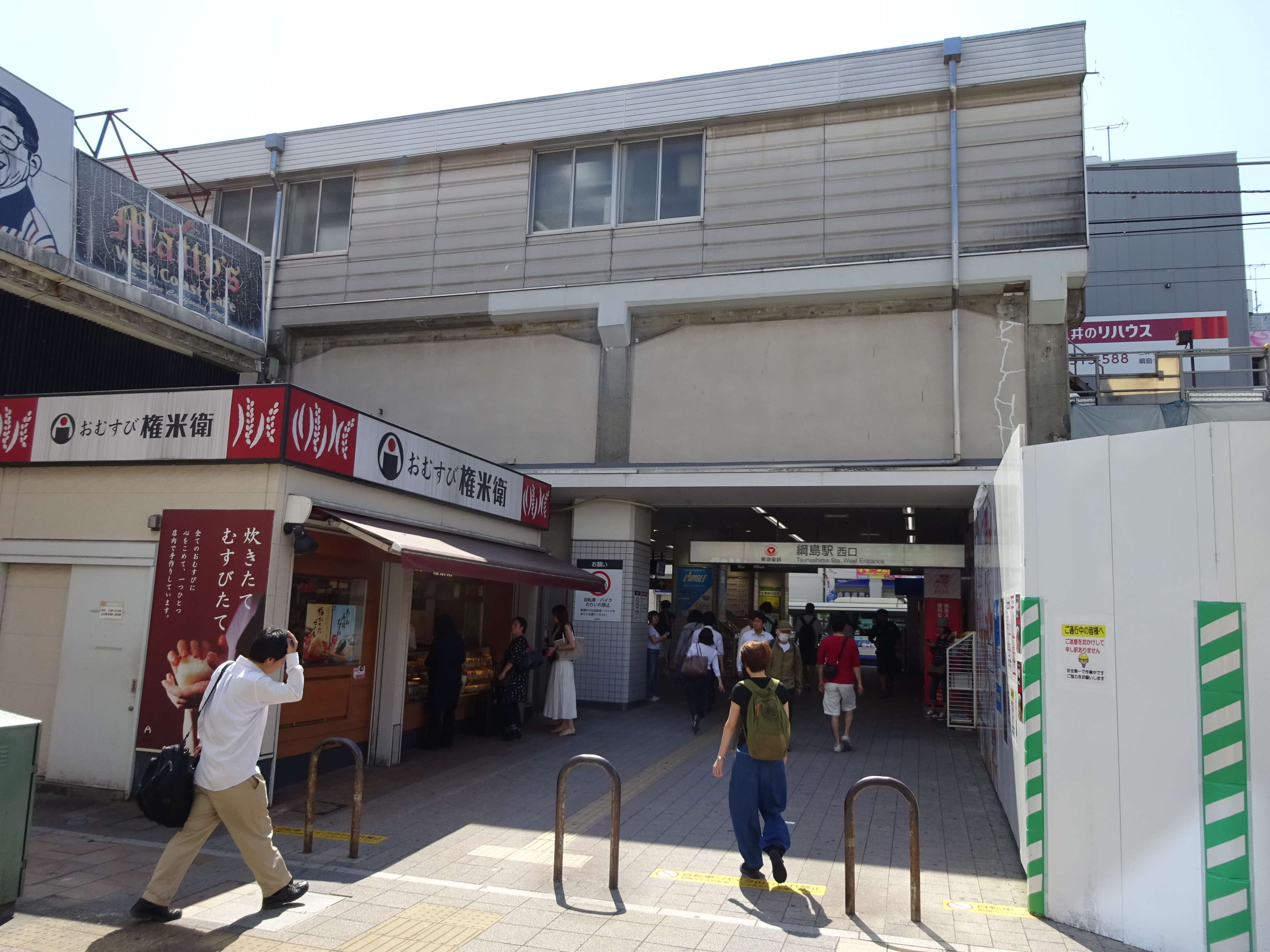
西口（2017年6月）
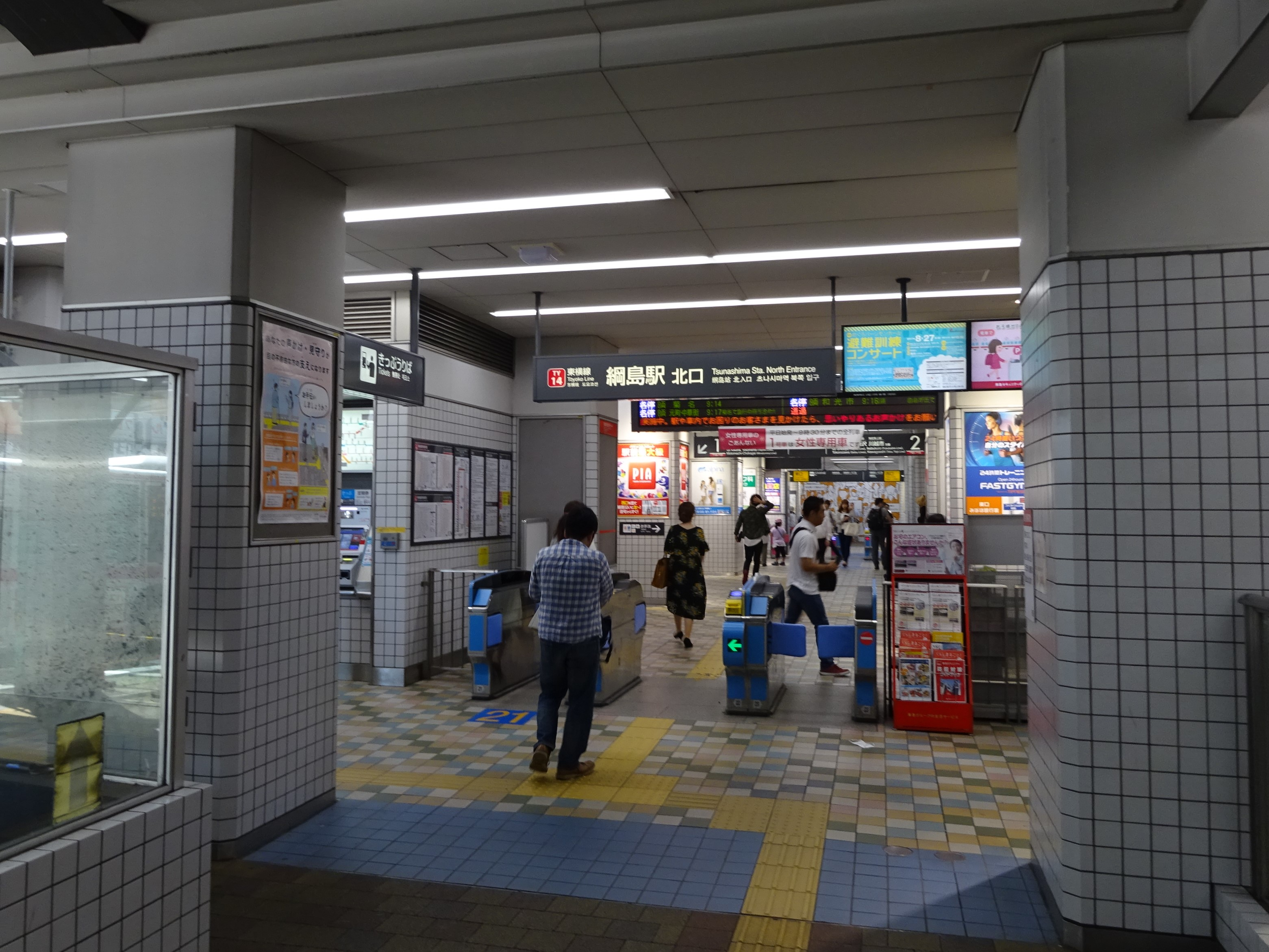
北口（2017年6月）
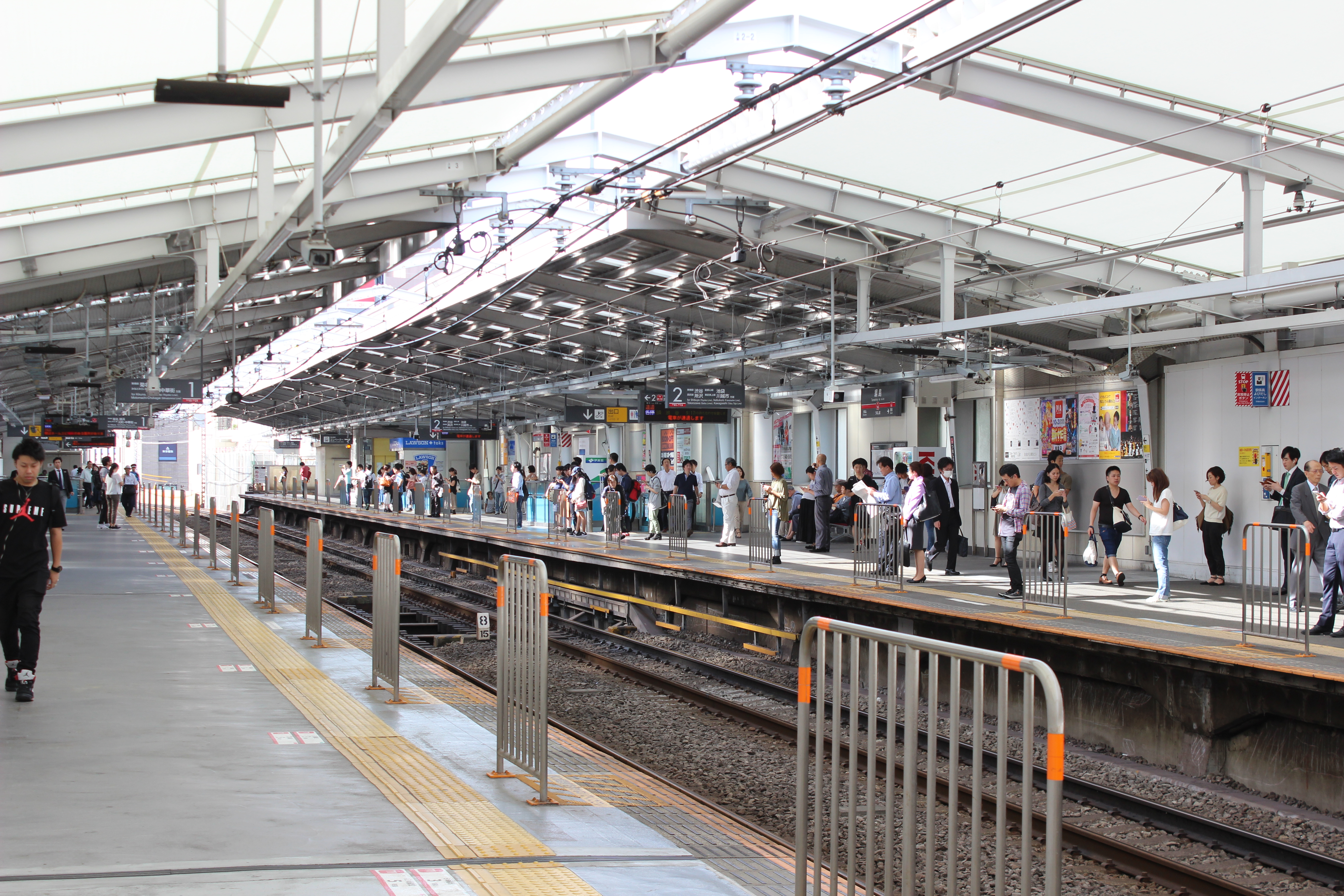
月台 （2016年10月）

## 使用情況
2016年度1日平均上下車人次為102,364人。近年使用人數維持平盤。2015年度，本站睽違8年後再次突破10萬人次。
近年1日平均上下、上車人次推移如下表。
| 年度               | 1日平均 上下車人次 | 1日平均 上車人次 | 來源     |
| ------------------ | ------------------ | ---------------- | -------- |
| 1980年（昭和55年） |                    | 43,329           |          |
| 1981年（昭和56年） |                    | 44,345           |          |
| 1982年（昭和57年） |                    | 45,373           |          |
| 1983年（昭和58年） |                    | 46,809           |          |
| 1984年（昭和59年） |                    | 48,405           |          |
| 1985年（昭和60年） |                    | 49,748           |          |
| 1986年（昭和61年） |                    | 51,203           |          |
| 1987年（昭和62年） |                    | 52,128           |          |
| 1988年（昭和63年） |                    | 53,279           |          |
| 1989年（平成元年） |                    | 54,200           |          |
| 1990年（平成02年） |                    | 55,060           |          |
| 1991年（平成03年） |                    | 55,746           |          |
| 1992年（平成04年） |                    | 55,314           |          |
| 1993年（平成05年） |                    | 54,057           |          |
| 1994年（平成06年） |                    | 54,131           |          |
| 1995年（平成07年） |                    | 54,151           | [ * 1 ]  |
| 1996年（平成08年） |                    | 53,345           |          |
| 1997年（平成09年） |                    | 52,509           |          |
| 1998年（平成10年） |                    | 50,970           | [ * 2 ]  |
| 1999年（平成11年） |                    | 50,755           | [ * 3 ]  |
| 2000年（平成12年） |                    | 50,189           | [ * 3 ]  |
| 2001年（平成13年） |                    | 49,800           | [ * 4 ]  |
| 2002年（平成14年） | 98,091             | 49,729           | [ * 5 ]  |
| 2003年（平成15年） | 98,527             | 50,678           | [ * 6 ]  |
| 2004年（平成16年） | 98,692             | 49,443           | [ * 7 ]  |
| 2005年（平成17年） | 100,419            | 50,215           | [ * 8 ]  |
| 2006年（平成18年） | 103,339            | 51,617           | [ * 9 ]  |
| 2007年（平成19年） | 106,177            | 53,070           | [ * 10 ] |
| 2008年（平成20年） | 99,302             | 50,038           | [ * 11 ] |
| 2009年（平成21年） | 96,846             | 48,469           | [ * 12 ] |
| 2010年（平成22年） | 96,108             | 47,980           | [ * 13 ] |
| 2011年（平成23年） | 94,779             | 47,299           | [ * 14 ] |
| 2012年（平成24年） | 96,672             | 48,204           | [ * 15 ] |
| 2013年（平成25年） | 99,233             | 49,337           | [ * 16 ] |
| 2014年（平成26年） | 98,765             | 49,081           |          |
| 2015年（平成27年） | 100,459            |                  |          |
| 2016年（平成28年） | 102,364            |                  |          |

## 車站周邊
車站東側有巴士總站與小型商店街、綱島溫泉東京園（因神奈川縣東部方面線工程暫時關閉）。車站西側一帶是商業地區。由於過去是溫泉歡樂街，周邊仍可見到柏青哥店與愛情旅館、公關店等風俗店。車站北側的山丘是綱島公園、綱島市民之森等綠地。車站南側為鶴見川，河川地是周邊居民的休憩場所。
綱島街道與子母口綱島線等周邊道路狹小，交通量大，因此站前常有堵塞情形。
綱島街道對向的車站東側地下，是2022年3月18日起營運的東急、相鐵直通線（神奈川縣東部方面線）的新綱島站。兩站地面出入口非常接近，但離開本站再進入新綱島站不會有任何車資優惠，而只當作另一趟旅程重新計算車資（見新綱島站#與綱島站的票務關係）。
- 鶴見川
- 大綱橋
- 綱島公園（綱島古墳）[12]
- 綱島溫泉（綱島溫泉東京園）[12]
- 綱島源泉 湯煙庄
- 橫濱市綱島地區中心
- 橫濱市安全管理局港北消防署綱島出張所
- 綱島郵便局（日语：綱島郵便局）
- 綱島本通郵便局
- 橫濱南綱島郵便局
- 橫濱新吉田郵便局
- 伊藤洋華堂
- My Basket（日语：まいばすけっと）
- MEGALOS（日语：メガロス）
- 東急store（日语：東急ストア）

### 巴士路線
巴士總站在高架下，可搭乘東急巴士、川崎鶴見臨港巴士、橫濱市交通局的路線巴士。巴士進站時會有站員進行指揮。
來源：東急巴士時刻表
| 乘車處 | 系統 | 主要行經地                                                | 目的地           | 運行業者 |
| ------ | ---- | --------------------------------------------------------- | ---------------- | -------- |
| 1號    | 綱74 | Green Sround City（グリーンサラウンドシティ）、町內會館前 | 新羽站           | ■東急    |
| 2號    | 綱71 | 四家、新羽營業所庚申堀、勝田團地                          | 勝田折返所       | ■東急    |
| 2號    | 綱72 | 四家、新羽營業所庚申堀、新羽站、鳥山大橋                  | 新橫濱站         | ■東急    |
| 2號    | 綱73 | 四家、新羽營業所庚申堀                                    | 新羽站           | ■東急    |
| 2號    | 綱79 | 四家                                                      | 新羽營業所       | ■東急    |
| 3號    | 綱44 | 高田站前、道中坂下、勝田、橫濱市歷史博物館前              | 江田站           | ■東急    |
| 3號    | 綱45 | 高田站前、道中坂下、勝田、中心南站                        | 江田站           | ■東急    |
| 3號    | 綱47 | 高田站前、道中坂下、勝田折返所、勝田團地                  | 新羽營業所       | ■東急    |
| 3號    | 綱48 | 高田站前、道中坂下                                        | 勝田折返所       | ■東急    |
| 3號    | 綱49 | 高田站前、道中坂下、勝田                                  | 中心南站         | ■東急    |
| 3號    | 綱50 | 高田站前、道中坂下                                        | 【循環】東山田站 | ■東急    |
| 4號    | 城01 | 高田站、蟹谷、千年                                        | 新城站           | ■東急    |
| 5號    | 日81 | 北綱島                                                    | 日吉站東口       | ■東急    |
| 5號    | 日92 | 廣町、南綱島住宅                                          | 日吉站東口       | ■東急    |
| 5號    | 日93 | 駒岡、鷹野大橋、江川町                                    | 日吉站東口       | ■東急    |
| 6號    | 13   | 一之瀨、末吉橋、三池道                                    | 鶴見站           | ■市營    |
| 6號    | 川51 | 一之瀨、末吉橋、尻手站前                                  | 川崎站西口       | ■臨港    |
| 6號    | 59   | 菊名站前、浦島丘、東神奈川站西口                          | 橫濱站西口       | ■市營    |
| 7號    | 鶴03 | 駒岡、神明社前、獅子谷、東寺尾                            | 鶴見站西口       | ■臨港    |

- 綱47、綱71、綱79系統是深夜巴士。
- 臨港巴士鶴03系統停靠的7號乘車處在綱島街道距離車站40公尺處。該地還設有臨港巴士定期券售票處。
- 車站站周邊道路堵塞常造成本站巴士延誤。因此新羽、高田、日吉方向到本站的巴士乘客常在前一站下車，再步行前往車站。
- 澀谷站發往新羽營業所的深夜急行巴士「午夜箭號」（高速新橫濱線）會停靠東京園前的綱島站入口巴士站。

## 站名由來
本站設站時，以本地地名橘樹郡大綱村大字南綱島命名。開站當時為了開發溫泉地因而稱為「綱島溫泉」，戰時體制時省略「溫泉」二字改成「綱島」。

## 相鄰車站
東急電鐵
 東橫線
■特急、□通勤特急
通過
■急行
日吉（TY13）－綱島（TY14）－菊名（TY16）
■各站停車
日吉（TY13）－綱島（TY14）－大倉山（TY15）

## 延伸閱讀
- 宮田道一. . JTBパブリッシング. 2008-09-01. ISBN 9784533071669.

## 外部連結
- 綱島（各站資訊） - 東急電鐵